# 溫太保

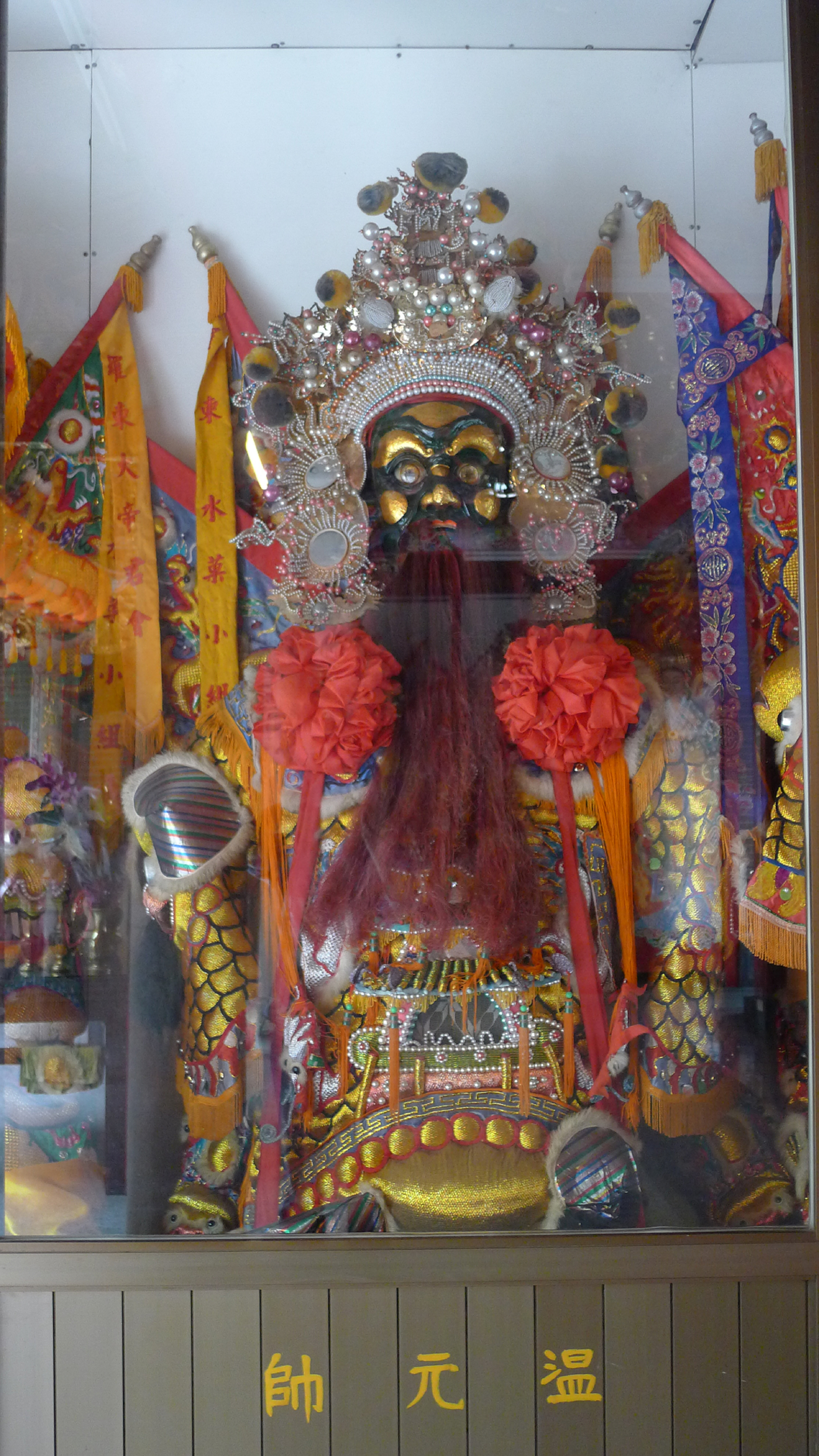
羅東奠安宮的溫元帥像

溫太保，又稱溫元帥、溫天君、溫將軍，是中國道教和民間信仰的一位神祗。他是四大護法元帥之一，也是三十六位護法天將之一、東嶽十太保之一。在宣統元年重刊的《三教源流搜神大全》中，溫元帥被描繪為左手持環、右手持劍的形象。

## 信仰來源
溫太保的原型有多種說法。根據《三教源流搜神大全》的說法，溫太保本名溫瓊，字子玉，生於東漢漢安元年（142年），東甌（今浙江溫州）人氏，世居白石橋。其父名叫溫望，是一個儒生，多年未有生育子嗣，便與妻張氏向后土禱告。是夜夢見金甲神手持巨斧，手托明珠一顆贈與張氏，聲稱奉玉皇上帝之命，將送一子給他。張氏醒後懷孕，歷經十二個月後產下了溫瓊。溫瓊年幼時能文能武，但之後屢試不第，因而仰天長嘆，聲稱「男子漢生不能致君澤民，死當助帝誅奸滅邪，以酬吾志。」後有一隻龍吐出珍珠，取下吞食後，成為青面赤髮的大力士，升天成仙，被玉皇上帝封為「亢金大神」，又被東嶽大帝封為太保。溫太保被朝廷封為翊灵武将军正佑侯，宋朝時期被加封為正福显应威烈忠靖王。
還有一種說法稱他是溫州平陽人，為郭子儀麾下的先鋒官。唐玄宗天寶年間，安祿山造反，他跟隨郭子儀前去征討。一天夜裏郭子儀夢見前軍有黑霧彌漫，一問纔知道是溫瓊大醉之時酒氣化為了黑霧，便拜為帳前校尉，常常以黑霧擊敗來敵。後來郭子儀夢見溫瓊變成了黑蛇，心中猜忌，想要除掉他。溫瓊得知後逃往泰山之下以殺牛賣酒為生，後被一名道士點化，成為東嶽廟的廟祝，三年後歸真，成為東嶽大帝的太保。
另有一種說法認為溫太保本名雷瓊，是斑竹村人。斑竹村百姓為非作歹，被竈君告上天庭。玉皇上帝大怒，命令行瘟使者鍾仕貴降下瘟疫，要將一村之人全部殺死。鍾仕貴將毒藥分發給土地公，要他投毒於井中。土地公知道雷瓊是個善人，在投毒之前事先告知了他，勸他不要喝井水。然而，在投毒的那天，雷瓊卻搶過了毒藥吃下，救下了一村百姓，自己卻喪命。土地公帶著他魂魄上天庭，玉皇上帝頗為感動，就封他作「威靈瘟元帥」。之後改「瘟」為「溫」，成為了今天的溫元帥。這則故事在《北遊記》中有提到。

## 各地的信仰
浙江沿海一帶居民有供奉溫元帥的習俗，各地有不少他的廟宇，或名廣靈廟，或名溫將軍廟、溫元帥廟等等。其誕辰在溫州的信仰中為五月初五，杭州的信仰中則為五月十八，是時要舉行名為「元帥會」的廟會進行慶祝。
在福建和台灣，溫元帥被列為五營將軍之一，他掌管的是內五營中的東營。溫元帥與康元帥也是福州九案泰山信仰的主神。

## 文學
明代神魔小說《封神演義》中溫良的原型可能是溫太保。溫良生有三隻眼，面如藍靛、髮似硃砂，手持白玉環，使狼牙棒。他原本與馬善一起當强盜，後被殷郊收服。之後溫良被哪吒和楊戩聯手殺死，死後被封為太歲部下值日眾星之一的日遊神。